# Frederik Christensen (skuespiller)
 Der er flere personer med dette navn, se Frederik Christensen.
Frederik Ferdinand Christensen (20. januar 1847 i København – 4. marts 1929) var en dansk skuespiller.
Han var først uddannet skomager, men slog sig på skuespillet og blev sammen med sin anden kone Elisabeth Christensen meget populære revystjerner kendt som "Lisbeth og Frederik".
Han filmdebuterede i 1911 hos Nordisk Films Kompagni og medvirkede de næste seks års tid i omkring 25 stumfilm.
Han var desuden en af stifterne af Skuespillerforeningen af 1879.
Han var gift to gange. Først med Emma Caroline Schobius (1841-1880) og dernæst med skuespillerinden Oline Elisabeth Jørgensen. Han døde den 4. marts 1929 og ligger begravet på Bispebjerg Kirkegård i København.

## Filmografi
- Det mørke Punkt (instruktør August Blom, 1911)
- Den forsvundne Mona Lisa (instruktør Eduard Schnedler-Sørensen, 1911)
- Københavnerliv (som Søren Christensen; ukendt instruktør, 1911)
- Dødsspring til Hest fra Cirkuskuplen (som sagfører; instruktør Eduard Schnedler-Sørensen, 1912)
- Det gamle Købmandshus (instruktør August Blom, 1912)
- Det farlige Spil (instruktør Eduard Schnedler-Sørensen, 1912)
- Livets Baal (instruktør Eduard Schnedler-Sørensen, 1912)
- Vampyrdanserinden (instruktør August Blom, 1912)
- Tropisk Kærlighed (instruktør August Blom, 1912)
- Pigen fra Landsbyen (1912)
- Den svundne Lykke (som Anatole de Bregard; ukendt instruktør, 1912)
- Et pokkers Pigebarn (som Den gamle præst; ukendt instruktør, 1912)
- Naboerne (som Nikolaisen, spasmager; ukendt instruktør, 1912)
- Kvindehjerter (som lægen; instruktør Einar Zangenberg, 1912)
- Fodsporet (som Blackburry, chef for et større kontor; ukendt instruktør, 1912)
- Den kære Afdøde (som kunsthandleren; instruktør Eduard Schnedler-Sørensen, 1912)
- Eventyr paa Fodrejsen (som Birkedommer Krans; instruktør August Blom, 1912)
- Under Møllevingen (som Wilson, arbejderformand; ukendt instruktør, 1913)
- Den store Cirkusbrand (som cirkusdirektøren; instruktør Einar Zangenberg, 1913)
- De listige Friere (som Etatsråd Holm; instruktør Vilhelm Petersen, 1913)
- I sidste Sekund (1913)
- En Kvindes Ære (som den gamle præst; instruktør Einar Zangenberg, 1913)
- I Tronens Skygge (som skovrider Kaas; instruktør Einar Zangenberg, 1914)
- Fristerinden (som pastor Lind; ukendt instruktør, 1916)
- Häxan (instruktør Benjamin Christensen, 1922; svensk produktion)